# Кусімов Салават Тагірович
Салава́т Тагі́рович Кусімов (нар. 8 березня 1942, Кіровабад, СРСР) — президент Уфимського державного авіаційного технічного університету, ректор УГАТУ з 1992 по 2003 роки, депутат Державного Зібрання — Курултаю Республіки Башкортостан з 2003 по 2008 рік, російський вчений, доктор технічних наук, професор.
Син героя війни генерала Тагіра Кусімова.

## Освіта, наукова діяльність
Закінчив Московський енергетичний інститут (1965), інженер-електрик. Кандидат технічних наук (1971), професор (1991).
Винахідник СРСР (1985), член-кореспондент АН Республіки Башкортостан (1998), дійсний член РАПН (1993), Міжнародної академії наук вищої школи (1994), Петровської академії наук і мистецтв (1994), Петровської академії проблем якості РФ (1995), член президії УНЦ РАН, колегії державного контролю з питань науки та професійної освіти Республіки Башкортостан, Президентської ради Республіки Башкортостан, депутат Палати представників, заступник Голови Держзібрання Республіки Башкортостан. Нагороджений орденом «Знак Пошани» (1985), медалями.
У 1965—1967 рр. — інженер в об'єднанні «Башкирэнерго»; у 1970—1974 рр. — в УАІ (УДАТУ): асистент, ст. викладач, доцент кафедри «Теоретичні основи електротехніки»; у 1974—1981 рр. — зав. кафедри «Електричні машини та апарати», зав. кафедри «Теоретичні основи електротехніки», проректор з навчальної роботи, з 1992 р. — ректор.
Фахівець в області керування складними технічними об'єктами, оптико-механічними системами, адаптивною лазерною оптикою. Засновник наукового напрямку — управління параметрами потужного лазерного випромінювання. Результати наукових досліджень застосовуються в аерокосмічній промисловості. Має 98 авторських свідоцтв і патентів на винаходи. Під його керівництвом захищено сім кандидатських дисертацій.
Член Всеросійської політичної партії «Єдина Росія».

## Праці
Кусімов Салават Тагірович — автор понад 200 друкованих праць, в тому числі 3 монографій.
- С. Кусімов «Модели и обработка изображений в оптических системах космического видения». М.: Наука, 1991 (соавтор). (рос.)
- С. Кусімов «Модели систем автоматического управления и их элементов». М.: Машиностроение, 2003 (соавтор). (рос.)
- «Нейрокомпьютеры в авиации». Редакторы: Владимир Васильев, Барый Ильясов, Салават Кусімов. Издательство: Радиотехника ISBN 5-93108-055-0; 2004 г. (рос.)

## Нагороди та звання
- Орден «Знак Пошани» (1985)
- Медаль «За трудову доблесть» (1981)
- Золота, срібна та бронзова медалі ВДНГ СРСР
- Почесний працівник вищої професійної освіти Російської Федерації
- Почесна грамота Республіки Башкортостан
- Заслужений діяч науки Республіки Башкортостан
- Відмінник освіти Республіки Башкортостан

## Родина
Одружений, має сина.